# 官滩镇
官滩镇在行政区划上，属于中国江苏省盱眙县。

## 概况
官滩镇位于盱眙县城东北13公里处，濒临淮河和洪泽湖。全镇辖16个行政村、1个居委会、2个场圃、116个村民小组。
全镇居民9210户，总人口36万人，其中农业人口32万人。总面积13475平方公里，耕地5000公顷。
官滩镇历史上曾是无主的地方，属于官地。百姓相沿而称官滩。目前当地居民的祖先多数是三百年来从山东、河南、安徽等地迁徙而来。历史上秦朝到唐朝曾经长期作为古盱眙县城的所在地。境内古迹众多，风景宜人。东北部的戚洼村田塘组、小田庄组濒临洪泽湖边，有湖光胜境之美。